# Приканальний (Калачевський район)
Приканальний (рос. Приканальный) — селище у Калачевському районі Волгоградської області Російської Федерації.
Населення становить 184 особи. Входить до складу муніципального утворення Мариновське сільське поселення.

## Історія
Селище розташоване у межах українського історичного та культурного регіону Жовтий Клин.
Згідно із законом від 20 січня 2005 року № 994-ОД органом місцевого самоврядування є Мариновське сільське поселення.

## Населення
| 2010 |
| ---- |
| 184  |